# Kerns
Kerns är en ort och kommun i kantonen Obwalden, Schweiz. Den består av ortsdelarna Dorf, Dietried, Halten, Melchtal, Siebeneich, St. Niklausen och Sand/Wisserlen. Till Kerns hör också sommar- och vintersportorten Melchsee-Frutt. Kommunen har 6 472 invånare (2023).